# طبقه‌بندی شرکتی
طبقه‌بندی شرکتی (به انگلیسی: Corporate taxonomy) رده‌بندی هرمی نهادهای مورد علاقه یک شرکت، سازمان یا اداره است که برای طبقه‌بندی اسناد، دارایی‌های دیجیتال و دیگر اطلاعات استفاده می‌شود. طبقه‌بندی‌ها می‌توانند تقریباً هر نوع موجودیت فیزیکی یا مفهومی (محصولات، فرایندها، زمینه‌های دانش، گروه‌های انسانی و غیره) را در هر سطحی از دانه‌بندی پوشش دهند.
طبقه‌بندی‌های شرکتی به‌طور فزاینده‌ای در سامانه‌های اطلاعاتی (به‌ویژه مدیریت محتوا و سیستم‌های مدیریت دانش) به عنوان راهی برای ارتقای کشف‌پذیری و امکان دسترسی فوری به اطلاعات مناسب در حجم فزاینده‌ای از داده‌ها در سازمان‌های یادگیری استفاده می‌شود. سیستم‌های نسبتاً ساده مبتنی بر شبکه‌های معنایی و طبقه‌بندی ثابت کردند که رقیبی جدی برای سیستم‌های داده‌کاوی سنگین و نرم‌افزار تحلیل رفتار در برنامه‌های فیلترینگ متنی هستند که برای مسیریابی درخواست‌های مشتری، «فشار دادن» محتوا در یک وبگاه یا ارائه تبلیغات محصول به شیوه‌ای هدفمند و مناسب استفاده می‌شوند.
یک رویکرد نیرومند برای نقشه‌سازی و بازیابی داده‌های بدون ساختار، طبقه‌بندی راه‌حل‌های کارآمد را در مدیریت دانش شرکت، به‌ویژه در مدل‌های پیچیده سازمانی برای گردش کار، منابع انسانی یا روابط با مشتری، امکان‌پذیر می‌کند.